# الجرثومة المميتة (فلم)
الجرثومة المميتة (بالإنجليزية: The Deadly Spawn) هو فيلم رعب إنتاج عام 1983 من إخراج دوجلاس ماكيون وبطولة تشارلز جورج هيلدبرانت.
قصة الفيلم: مخلوق فضائي يهبط إلى الأرض، ويجد مأوى تحت أحد البيوت وينمو ويتكاثر إلى عدة وحوش. وتحاول مجموعة من المراهقين الموجودة هناك النجاة من هجومها.

## روابط خارجية
- مقالات تستعمل روابط فنية بلا صلة مع ويكي بيانات